# Panoumethus dubius
Panoumethus dubius är en ringmaskart som beskrevs av Fitzhugh 2002. Panoumethus dubius ingår i släktet Panoumethus och familjen Sabellidae. Inga underarter finns listade i Catalogue of Life.